# Bongani Khumalo
Bongani Sandile Khumalo (Manzini, 6 gennaio 1987) è un ex calciatore sudafricano, di ruolo difensore.

## Carriera

### Club
Il 22 giugno 2010 durante la partita dei Mondiali contro la Francia mette a segno di spalla la rete del momentaneo vantaggio dei Bafana Bafana (la partita è finita 2-1 per i sudafricani).

#### Il passaggio al Tottenham
Il 26 ottobre 2010, dopo aver disputato un provino, firma un contratto con gli inglesi del Tottenham Hotspur.

#### In prestito al Preston
Il 25 marzo 2011 viene acquistato in prestito dal Preston North End fino a fine stagione.

#### Nuovo prestito: Reading
Terminato il prestito al Preston North End, Khumalo torna al Tottenham, ma gli Spurs il 27 luglio 2011 lo cedono di nuovo in prestito fino alla fine della stagione, questa volta al Reading.

#### Ritorno al Tottenham
Nel gennaio del 2012 ritorna al Tottenham Hotspur. Nel luglio del 2012 si trasferisce in prestito ai greci del PAOK Salonicco

## Palmarès

### Club

#### Competizioni nazionali
- Campionato sudafricano: 4

SuperSport United: 2007-2008, 2008-2009, 2009-2010
Bidvest Wits: 2016-2017
- Coppa di Lega sudafricana: 1

Bidvest Wits: 2017
- MTN 8: 1

SuperSport United: 2019